# Лиепиньш, Рейнис
Рейнис Лиепиньш (латыш. Reinis Liepiņš; род. 7 апреля 2001, Рига, Латвия) — латвийский хоккеист, вратарь.
Рейнис Лиепиньш является воспитанником хоккейной школы «Тукумс». В 2018 году, выступая за юниорскую команду «Лидо», вратарь стал чемпионом молодёжного первенства Латвии. На уровне КХЛ, в составе рижского «Динамо», Рейнис Лиепиньш дебютировал в сезоне 2019/2020, 6 января 2020 года. В той, домашней для рижан встрече, против финского «Йокерита», Лиепиньш вышел на третий период при счёте 0:7 в пользу гостей, заменив в воротах Яниса Вориса. За оставшееся время Лиепиньш отразил 10 бросков по своим воротам и не пропустил . Свой следующий матч вратарь провёл против новосибирской «Сибири», выйдя по ходу встречи вместо Александра Салака в третьем периоде, при равенстве в счёте. За оставшуюся часть матча Лиепиньш пропустил 2 шайбы .